# ریچارد آرمیتاژ (بازیگر)
ریچارد کریسپین آرمیتاژ (انگلیسی: Richard Crispin Armitage؛ زادهٔ ۲۲ اوت ۱۹۷۱) بازیگر انگلیسی است. او با ایفای نقش جان تورنتون در مجموعهٔ شمال و جنوب (۲۰۰۴) در بریتانیا به شهرت رسید و با بازی در نقش تورین سپر بلوط، پادشاه دورف‌ها در سه‌گانه هابیت به کارگردانی پیتر جکسون شهرت بین‌المللی کسب کرد.
از دیگر نقش‌های برجستهٔ آرمیتاژ می‌توان به جان پراکتور در نمایش بوته آزمایش اثر آرتور میلر، فرانسیس دالرهاید در مجموعهٔ تلویزیونی آمریکایی هانیبال، لوکاس نورث در مجموعهٔ بریتانیایی مأموران مخفی، جان پورتر در مجموعهٔ درام حمله متقابل و گیسبورن در مجموعهٔ رابین هود اشاره کرد. او همنین صداپیشهٔ ترور بلمونت در مجموعهٔ تلویزیونی کسلوانیا بوده‌است. وی در سال ۲۰۲۰، به عنوان بازیگر نقش اول در مینی‌سریال غریبه به ایفای نقش پرداخت.
پس از فارغ‌التحصیلی از آکادمی موسیقی و هنرهای نمایشی لندن، آرمیتاژ به دنبال تئاتر رفت و عضو رویال شکسپیر کامپنی بود. او بعدها به نقش‌های سینما و تلویزیون روی آورد. پس از چندین سال دوری از تئاتر، در سال ۲۰۱۴ آرمیتاژ در نمایش تحسین شده بوته آزمایش در اولد ویک شرکت کرد و نامزدی جایزهٔ لارنس الیویه بهترین بازیگر مرد را کسب کرد.
یکی از علائم تجاری آرمیتاژ صدای باریتون او است. او از سال ۲۰۰۶ به عنوان صداپیشه نیز فعالیت کرده‌است. او چندین کتاب صوتی از جمله کتاب صوتی فصل اول سریال رابین هود ضبط کرده‌است و به عنوان گوینده در برنامه‌های تلویزیونی و رادیویی و تبلیغات حضور یافته‌است. او در سال ۲۰۲۰، صداپیشگی بلاکور را در بازی ویدئویی جنگ تمام‌عیار: وارهمر ۳ انجام داد.

## ابتدای زندگی
ریچارد آرمیتاژ، در لستر، انگلستان متولد شد. او آخرین فرزند خانواده است و یک برادر بزرگتر به نام کریس دارد. پدر وی جان آرمیتاژ مهندس و مادرش، مارگارت منشی بود. در مدرسهٔ ابتدایی «انجمن هانکوت» در هانکوت، منطقهٔ بلیبی، لسترشر درس می‌خواند. بعدها در حالی که همزمان در مدرسه ویولن سل می‌نواخت، ارکستر محلی اجرا می‌کرد و فلوت نواختن را می‌آموخت، در دانشکده براکینگتون در اندربی، لسترشر، در زمینهٔ موسیقی تحصیل کرد. او علاقه‌اش را تا دانشکدهٔ «پاتیسون» در «کاونتری» دنبال کرد، جایی که تحصیلش، را در رشته‌های رقص و هنرپیشگی را نیز شامل شد. او در موسیقی و زبان انگلیسی، به سطح A دست یافت.

## فیلم‌شناسی

### فیلم
| سال  | عنوان                             | نقش               | یادداشت |
| ---- | --------------------------------- | ----------------- | ------- |
| ۱۹۹۹ | جنگ ستارگان: قسمت اول – تهدید شبح | خلبان جنگنده نابو |         |
| ۲۰۱۱ | کاپیتان آمریکا: نخستین انتقام‌جو   | هاینز کروگر       |         |
| ۲۰۱۲ | هابیت: یک سفر غیرمنتظره           | تورین سپر بلوط    |         |
| ۲۰۱۳ | هابیت: برهوت اسماگ                | تورین سپر بلوط    |         |
| ۲۰۱۴ | هابیت: نبرد پنج سپاه              | تورین سپر بلوط    |         |
| ۲۰۱۴ | به‌سوی طوفان                       | گری فولر          |         |
| ۲۰۱۶ | آلیس در آن‌سوی آینه                | پادشاه اولرون     |         |
| ۲۰۱۶ | مغز در آتش                        | تام               |         |
| ۲۰۱۷ | زیارت                             | سر ریمود د مارویل |         |
| ۲۰۱۸ | هشت یار اوشن                      | کلود بکر          |         |
| ۲۰۱۹ | کلبه                              | ریچارد            |         |
| ۲۰۱۹ | زویی من                           | جیمز              |         |
| ۲۰۱۹ | رفتگرهای فضایی                    | جیمز سالیوان      |         |

### تلویزیون
| سال       | عنوان                       | نقش                  | یادداشت               |
| --------- | --------------------------- | -------------------- | --------------------- |
| ۲۰۰۲      | مأموران مخفی                | افسر پلیس            | قسمت: «دروازه خائن»   |
| ۲۰۰۳      | نیروی نهایی                 | ایان مک‌الوین         | ۵ قسمت                |
| ۲۰۰۳      | در بستر هم‌آغوشی             | پاول اندروس          |                       |
| ۲۰۰۴      | شمال و جنوب                 | جان تورنتون          |                       |
| ۲۰۰۶      | سی‌بیبیز: قصه‌های وقت خواب    | خودش / گوینده داستان | ۵ قسمت                |
| ۲۰۰۹–۲۰۰۶ | رابین هود                   | گیسبورن              | ۳۷ قسمت               |
| ۲۰۰۷      | مارپل آگاتا کریستی          | فیلیپ                | قسمت: «آزمون بی‌گناهی» |
| ۲۰۱۰–۲۰۰۸ | مأموران مخفی                | لوکاس نورث           | ۲۵ قسمت               |
| ۲۰۱۱      | حمله متقابل: عملیات سپیده‌دم | جان پورتر            | قسمت اول              |
| ۲۰۱۵      | هانیبال                     | فرانسیس دالرهاید     | ۶ قسمت                |
| ۲۰۲۱–۲۰۱۷ | کسلوانیا                    | ترور بلمونت (صدا)    | ۳۲ قسمت               |
| ۲۰۲۰      | غریبه                       | آدام پرایس           |                       |

### تئاتر
| سال       | عنوان       | نقش         | نمایشنامه‌نویس | محل                                    |
| --------- | ----------- | ----------- | ------------- | -------------------------------------- |
| ۱۹۹۸      | هملت        | برناردو     | ویلیام شکسپیر | تئاتر رپرتوری بیرمنگام                 |
| ۲۰۰۰–۱۹۹۹ | مکبث        | آنگوس       | ویلیام شکسپیر | تئاتر رویال، باث، تئاتر رویال، برایتون |
| ۲۰۰۱–۲۰۰۰ | دوشس ملفی   | دلیو        | جان وبستر     | تئاتر سلطنتی شکسپیر                    |
| ۲۰۱۴      | بوته آزمایش | جان پراکتور | آرتور میلر    | اولد ویک                               |
| ۲۰۲۰      | دایی وانیا  | آستروف      | آنتون چخوف    | تئاتر هارولد پینتر                     |

## جوایز و نامزدی‌ها
| سال  | جایزه                  | دسته‌بندی                                     | کار                  | نتیجه    |
| ---- | ---------------------- | -------------------------------------------- | -------------------- | -------- |
| ۲۰۰۹ | پوره طلایی             | بهترین بازیگر مرد سریال درام                 | مأموران مخفی         | نامزدشده |
| ۲۰۱۴ | امپایر                 | بهترین بازیگر نقش مکمل                       | هابیت: برهوت اسماگ   | نامزدشده |
| ۲۰۱۵ | امپایر                 | بهترین بازیگر مرد                            | هابیت: نبرد پنج سپاه | نامزدشده |
| ۲۰۱۵ | لارنس الیویه           | بهترین بازیگر مرد                            | بوته آزمایش          | نامزدشده |
| ۲۰۱۵ | ساترن                  | بهترین بازیگر نقش مکمل مرد در فیلم           | هابیت: نبرد پنج سپاه | پیروز    |
| ۲۰۱۶ | گزینش منتقدان تلویزیون | بهترین بازیگر مهمان در مجموعهٔ تلویزیونی درام | هانیبال              | نامزدشده |
| ۲۰۱۶ | ساترن                  | بهترین بازیگر نقش مکمل مرد تلویزیونی         | هانیبال              | پیروز    |

## افتخارات
در ۲۲ ژوئیه ۲۰۲۲، از سوی دانشگاه لستر مدرک افتخاری دکتری عالی ادبیات به او اعطا شد.